# Бетанін
Бетанін — червоний  харчовий барвник, отриманий з буряка. Він являє собою глікозид, його аглікон, отриманий при відщепленні молекули глюкози, називається  бетанідин. Як харчова добавка, його номер E - E162.   
Колір бетаніну залежить від кислотності середовища. При рН 4-5 він має яскравий синювато-червоний колір, із підвищенням рН стає синьо-фіолетовим. При лужному  рН  бетанін руйнується, що призводить до появи  жовто-коричневого кольору. 
Бетанін належить до класу беталаїнів разом із ізобетаніном, пробетаніном та необетаніном. Інші пігменти, що містяться в буряку, - індикаксантин і вульгаксантини.

## Використання
Найпоширеніший спосіб використання бетаніну як харчового барвника, зокрема при виготовленні  морозива і порошкоподібних безалкогольних напоїв; інше використання - в деяких кондитерських виробах, наприклад, помадкаж, цукрових покриттях, фруктових або кремових начинках.  Бетанін також використовується в супах, а також в продуктах з помідорів і бекону. Бетанін "не  був помічений як такий, що викликає клінічну харчову алергію при використанні барвника". 
Бетанін також можна використовувати для фарбування м’яса та ковбас.

## Деградація та стабільність
Бетанін руйнується при впливі світла, тепла та кисню ; тому його використовують у заморожених продуктах, продуктах з коротким терміном зберігання або продуктах, що продаються в сухому стані. Однак бетанін витримує пастеризацію, якщо продукт містить високий вміст цукру .  